# Judith Sierra
Judith de los Ángeles Sierra Orozco (ur. 6 lutego 1998) – nikaraguańska zapaśniczka walcząca w stylu wolnym. Złota medalistka igrzysk Ameryki Środkowej w 2017 roku.